# 维托里奥·维内托级战列舰
维托里奥·维内托级战列舰是義大利王國建造的一型战列舰。

## 設計

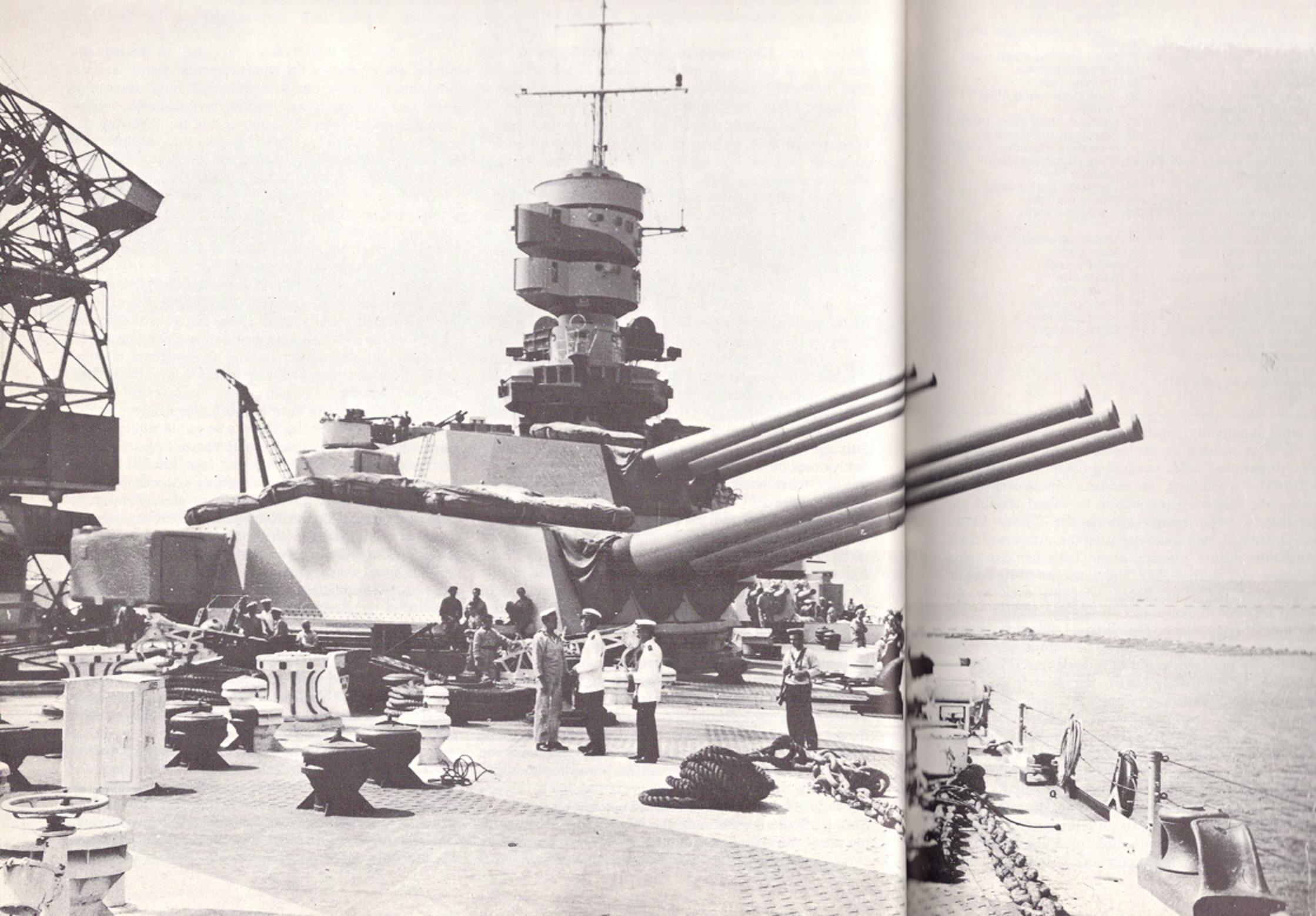
三联装381毫米50倍口径艦炮M1934

维内托级战列舰充分体现了意大利海军在地中海的作战意图，其突出特点是续航力相对较小，安装大功率动力装置使航速达到30节。舰体舷侧主装甲带采用倾斜布置，特别设计了水下舷侧防护系统—“普列塞系统”（一种圆筒型的防鱼雷系统）。該級主砲配置為三座三聯裝381毫米50倍口径艦炮M1934，在舰体前部呈背负式安装两座，舰体后部安装一座。装备50倍口径15英寸主炮具有射程远和威力大的特点，但是主炮身管磨损严重寿命比较低。
首舰维内托号于1934年開始建造，1940年建成服役。当2艘维内托级在建时，1936年意大利退出伦敦召开的限制海军军备会议，意大利海军认为还不具备足够的力量对抗英国、法国在地中海的联盟，决定再建造2艘维内托号的改进型。该级战列舰以砲管寿命短的代价(其內膛的使用壽命僅為110－130發)，获得了同期所有国家15英寸主炮中穿甲能力最强的优势。

## 服役

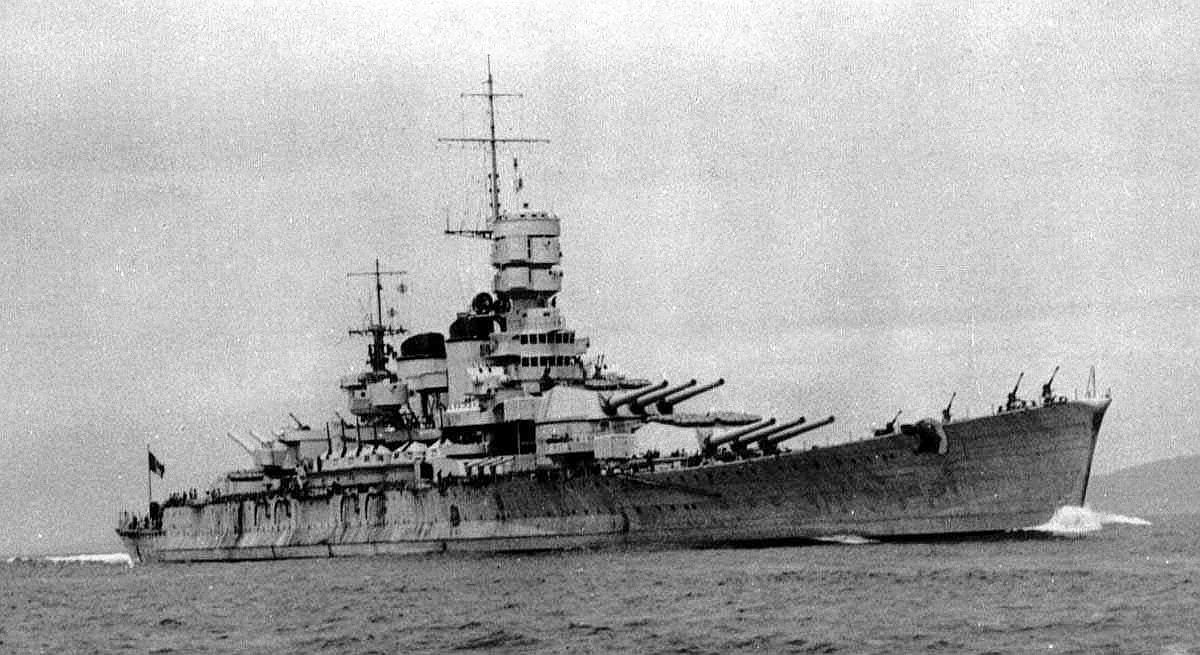
三號艦羅馬號

第二次世界大战時，在1940年11月11日由英国海军發動，光辉号航空母艦執行的空袭塔兰托之下，二號艦利托里奥号遭重创搁浅。1941年3月马塔潘角海战，旗艦维内托号被可畏号航空母舰空投的艦載鱼雷击伤。1942年之后由于燃油危机，维内托号及其姊妹舰一直待在港口里，直到意大利投降。
意大利投降以后，利托里奥号改名为意大利号，被西方盟軍接收，1943年9月9日驶往盟军控制的马耳他岛的途中，被德国空军使用弗里茨 X无线电制导炸弹击伤。同行的罗马号也被弗里茨 X命中，弹药库发生爆炸沉没。幸存的维内托级战列舰战后被拆毁。

## 同級艦
本級一共四艘艦船，分別是：旗艦维托里奥·维内托号（Vittorio Veneto）、二號艦利托里奥号（Littorio）、三號艦罗马号（Roma）、四號艦帝國号（Impero）（未完工），羅馬號為改進型，帝國號雖也為改進型，但她後來被改造成航母。
| 艦名             | 名稱由來         | 建造廠 建造地                 | 開工日         | 下水日         | 服役日        | 結局                              |
| ---------------- | ---------------- | ----------------------------- | -------------- | -------------- | ------------- | --------------------------------- |
| 维托里奥 ·维内托 | 維內托戰役       | 亞得里亞聯合造船廠 的里雅斯特 | 1934年10月28日 | 1937年7月25日  | 1940年5月15日 | 1951到1954年， 在拉斯佩齊亞拆除。 |
| 利托里奥         | 法西斯標誌（義） | 安薩爾多公司 热那亚           | 1934年10月28日 | 1937年8月22日  | 1940年5月6日  | 1952到1954年， 在拉斯佩齊亞拆除。 |
| 罗马             | 羅馬             | 亞得里亞聯合造船廠 的里雅斯特 | 1938年9月18日  | 1940年6月9日   | 1942年6月14日 | 1943年9月9日被炸沉。              |
| 帝國             | 義大利殖民帝國   | 安薩爾多公司 熱那亞           | 1938年5月14日  | 1939年11月15日 | N/A           | 1948到1950年， 在威尼斯拆除。     |

## 延伸閱讀
- Breyer, Siegfried. . Doubleday. 1973. ISBN 0-385-07247-3.
- Mallett, Robert. . Frank Cass. 1998. ISBN 0-7146-4878-7.
- O'Hara, Vincent. . Nimble Books. 2009. ISBN 978-1-934840-91-7.
- Sturton, Ian (编). . London: Conway Maritime Press. 1987. ISBN 0-85177-448-2. OCLC 246548578.

## 外部連結
Classe Littorio （页面存档备份，存于）來自Marina Militare－Italian Navy